# Georges Brassens (Greck)
Georges Brassens est une œuvre du sculpteur français André Greck. Il s'agit d'une sculpture en bronze. Elle est installée à Paris, en France.

## Description
L'œuvre est une sculpture en bronze. Elle représente le buste de Georges Brassens.

## Localisation
La sculpture est installée dans le parc Georges-Brassens, dans le 15e arrondissement de Paris.

## Artiste
André Greck (1912-1993) est un sculpteur français.